# Kuvetjärnen (Töcksmarks socken, Värmland, 660544-127913)
Kuvetjärnen är en sjö i Årjängs kommun i Värmland och ingår i Göta älvs huvudavrinningsområde. Sjön är 7 meter djup, har en yta på 0,063 kvadratkilometer och är belägen 166 meter över havet.